# Осокина
Осо́кина (рос. Осокина) — присілок у складі Далматовського району Курганської області, Росія. Входить до складу Смирновської сільської ради.
Населення — 33 особи (2010, 61 у 2002).
Національний склад станом на 2002 рік: росіяни — 84 %.